# Andre Turner
Andre Turner, né le 13 décembre 1964, à Memphis, au Tennessee, est un ancien joueur américain de basket-ball. Il évolue au poste de meneur.

## Palmarès
- Champion USBL 1986
- All-USBL First Team 1988
- USBL All-Defensive Team 1988
- Champion CBA 1990
- MVP des playoffs CBA 1990
- All-WBL Team 1989